# NGC 3949
NGC 3949 (również PGC 37290 lub UGC 6869) – galaktyka spiralna (Sbc), znajdująca się w gwiazdozbiorze Wielkiej Niedźwiedzicy w odległości około 50 milionów lat świetlnych. Została odkryta 5 lutego 1788 roku przez Williama Herschela.
NGC 3949 ma dysk składający się z młodych gwiazd oraz ze sporej liczby obszarów formowania nowych gwiazd. Zgrubienie centralne tej galaktyki składa się głównie z gwiazd starych.
Galaktyka ta należy do luźnej gromady galaktyk M109 składającej się z około 60-70 obiektów. Jest jedną z największych galaktyk w tej gromadzie.
W NGC 3949 zaobserwowano dotąd jedną supernową: SN 2000db.